# Берлинская Бранденбургская международная школа
Берли́нская Бранденбу́ргская междунаро́дная шко́ла (нем. Berlin Brandenburg International School) — потсдамская частная IB-школа, основанная в 1990 году, и насчитывающая 700 учащихся из более чем 60-ти стран. Учительский коллектив составляют 90 человек.. ББМШ стала первой в мире IB-школой , получившей полное признание от Международной организации бакалавриата в Женеве. Осенью 2015-го, ББМШ отпраздновала своё 25-летие.            
Школа делится на начальную, среднюю и старшую, также проводит дошкольное обучение; учащимся старшеклассникам предоставляется жильё. ББМШ возглавляет Питер Котрц, её директор. Обучение проводится на немецком, французском, испанском, китайском (с 9 класса). Школьный день длится с 8 до 15 часов. Дипломы, выдаваемые школой, делятся на следующие виды: IB Diploma, IB Career-related Certificate, BBIS High School Diploma, и MYP Certificate/Mittlerer Schulabschluss (MSA).
C 2009-го, при содействии культурной организации «Kulraum» на территории школы ставится тематический рождественский спектакль.